# ديفيد جاي ماكدونالد
ديفيد جاي ماكدونالد (بالإنجليزية: David J. McDonald)‏ هو نقابي أمريكي، ولد في 22 نوفمبر 1902 في بيتسبرغ في الولايات المتحدة، وتوفي في 8 أغسطس 1979.

## وصلات خارجية
- ديفيد جاي ماكدونالد على موقع مونزينجر (الألمانية)